# 豊利駅
豊利駅（プンニえき）は、朝鮮民主主義人民共和国咸鏡北道穏城郡に位置する朝鮮民主主義人民共和国鉄道省咸北線の駅である。

## 歴史
- 1932年11月1日：開業[1]。

## 隣の駅
朝鮮民主主義人民共和国鉄道省
咸北線
南陽駅 - 豊利駅 - 世仙駅